# Seznam zápasů české a švédské hokejové reprezentace
Toto je seznam zápasů české a švédské hokejové reprezentace na ZOH a MS.

## Lední hokej na olympijských hrách
| Datum      | Číslo | Česko | Výsledek | Zápas      | ZOH  | Místo            | Branky České republiky                    |
| ---------- | ----- | ----- | -------- | ---------- | ---- | ---------------- | ----------------------------------------- |
| 17.2. 2002 | 1     | Česko | 1:2      | ZS         | 2002 | West Valley City | Jiří Dopita                               |
| 24.2. 2006 | 2     | Česko | 3:7      | semifinále | 2006 | Turín            | Filip Kuba • Aleš Hemský • Václav Prospal |
| 12.2. 2014 | 3     | Česko | 2:4      | ZS         | 2014 | Soči             | Marek Židlický • Jaromír Jágr             |

## Mistrovství světa v ledním hokeji
| Datum     | Číslo | Česko | Výsledek | Zápas       | MS   | Místo      | Branky České republiky                                                          |
| --------- | ----- | ----- | -------- | ----------- | ---- | ---------- | ------------------------------------------------------------------------------- |
| 30.4.1993 | 1     | Česko | 3:4 PP   | semifinále  | 1993 | Mnichov    | Jiří Doležal • Radek Ťoupal • Drahomír Kadlec                                   |
| 2.5.1994  | 2     | Česko | 1:4      | ZS          | 1994 | Canazei    | Jiří Doležal                                                                    |
| 30.4.1995 | 3     | Česko | 1:2      | ZS          | 1995 | Stockholm  | Otakar Vejvoda                                                                  |
| 21.4.1996 | 4     | Česko | 3:1      | ZS          | 1996 | Vídeň      | Robert Reichel • Martin Procházka • Viktor Ujčík                                |
| 8.5.1997  | 5     | Česko | 0:1      | SS          | 1997 | Helsinky   | Ne                                                                              |
| 10.5.1999 | 6     | Česko | 2:0      | ČS          | 1999 | Oslo       | Martin Procházka • Viktor Ujčík                                                 |
| 12.5.2001 | 7     | Česko | 3:2 SN   | semifinále  | 2001 | Hannover   | Robert Reichel • Viktor Ujčík • Viktor Ujčík (rozhodující SN)                   |
| 14.5.2005 | 8     | Česko | 3:2 PP   | semifinále  | 2005 | Vídeň      | Petr Čajánek • Martin Straka • Radek Dvořák                                     |
| 21.5.2006 | 9     | Česko | 0:4      | finále      | 2006 | Riga       | Ne                                                                              |
| 12.5.2008 | 10    | Česko | 3:5      | OS          | 2008 | Quebec     | Patrik Eliáš • Aleš Kotalík • Tomáš Fleischmann                                 |
| 14.5.2008 | 11    | Česko | 2:3 PP   | čtvrtfinále | 2008 | Quebec     | Tomáš Rolinek • Radim Vrbata                                                    |
| 7.5.2009  | 12    | Česko | 1:3      | čtvrtfinále | 2009 | Bern       | Petr Čajánek                                                                    |
| 13.5.2010 | 13    | Česko | 2:1      | ZS          | 2010 | Mannheim   | Tomáš Rolinek • Petr Hubáček                                                    |
| 22.5.2010 | 14    | Česko | 3:2 SN   | semifinále  | 2010 | Kolín      | Tomáš Mojžíš • Karel Rachůnek • Jan Marek (rozhodující SN)                      |
| 13.5.2011 | 15    | Česko | 2:5      | semifinále  | 2011 | Bratislava | 2x Patrik Eliáš                                                                 |
| 5.5.2012  | 16    | Česko | 1:4      | ZS          | 2012 | Stockholm  | Jakub Petružálek                                                                |
| 17.5.2012 | 17    | Česko | 4:3      | čtvrtfinále | 2012 | Stockholm  | Petr Nedvěd • Jiří Novotný • Martin Erat • Milan Michálek                       |
| 4.5.2013  | 18    | Česko | 1:2      | ZS          | 2013 | Stockholm  | Jiří Hudler                                                                     |
| 11.5.2014 | 19    | Česko | 3:4 SN   | ZS          | 2014 | Minsk      | Tomáš Hertl • Jiří Hudler • Martin Zaťovič                                      |
| 25.5.2014 | 20    | Česko | 0:3      | o 3. místo  | 2014 | Minsk      | Ne                                                                              |
| 1.5. 2015 | 21    | Česko | 5:6 SN   | ZS          | 2015 | Praha      | Jaromír Jágr • Tomáš Hertl • Dominik Simon • Roman Červenka • Martin Zaťovič    |
| 9.5.2016  | 22    | Česko | 4:2      | ZS          | 2016 | Moskva     | 2x Michal Birner • David Pastrňák • Jan Kovář                                   |
| 6.5.2018  | 23    | Česko | 2:3      | ZS          | 2018 | Kodaň      | Filip Hronek • Tomáš Hyka                                                       |
| 10.5.2019 | 24    | Česko | 5:2      | ZS          | 2019 | Bratislava | 2x Jakub Vrána • Dominik Kubalík • Michael Frolík • Jan Kovář                   |
| 27.5.2021 | 25    | Česko | 4:2      | ZS          | 2021 | Riga       | Jakub Vrána • Jan Kovář • Lukáš Klok • Jakub Flek                               |
| 15.5.2022 | 26    | Česko | 3:5      | ZS          | 2022 | Tampere    | David Krejčí • Tomáš Kundrátek • Matěj Blümel                                   |
| 25.5.2024 | 27    | Česko | 7:3      | semifinále  | 2024 | Praha      | 2x Dominik Kubalík • 2x Lukáš Sedlák • David Kämpf • Ondřej Kaše • Martin Nečas |
| 22.5.2025 | 28    | Česko | 2:5      | čtvrtfinále | 2025 | Stockholm  | Roman Červenka • Michael Špaček                                                 |
| Zdroj     |       |       |          |             |      |            |                                                                                 |

## Světový pohár v ledním hokeji
| Datum     | Číslo | Česko | Výsledek | Zápas       | SP   | Místo     | Branky České republiky                                                          |
| --------- | ----- | ----- | -------- | ----------- | ---- | --------- | ------------------------------------------------------------------------------- |
| 29.8.1996 | 1     | Česko | 0:3      | ZS          | 1996 | Praha     | Ne                                                                              |
| 1.9.2004  | 2     | Česko | 3:4      | ZS          | 2004 | Stockholm | Martin Ručinský • Marek Židlický • Patrik Eliáš                                 |
| 1.9.2004  | 3     | Česko | 6:1      | čtvrtfinále | 2004 | Stockholm | 2x Milan Hejduk • Martin Straka • Martin Havlát • Marek Židlický • Radek Dvořák |